# Barbora Havlíčková
Barbora Havlíčková (* 12. května 2000 Vimperk) je česká reprezentantka v běhu na lyžích a česká reprezentantka v běhu do vrchu.

## Sportovní kariéra
S klasickým lyžováním začínala už v šesti letech ve vimperském lyžařském klubu, kde je její otec trenérem mládeže. Na ZOH mládeže v Lillehammeru 2016 vybojovala dvě umístění v elitní desítce. V roce 2017 se v šestnácti letech nominovala na juniorské Mistrovství světa v klasickém lyžování v USA, kde jako nejmladší účastnice vybojovala 9. a 13. místo. Vzápětí byla dodatečně zařazena do české reprezentace na Mistrovství světa v Lahti a zúčastnila se závodu štafet. V sezóně 2017/18 se jejím trenérem stal Stanislav Frühauf a spolupracovala rovněž s Kateřinou Neumannovou. V lednu 2018 se na Mistrovství České republiky v klasickém lyžování v Novém Městě na Moravě stala dvojnásobnou mistryní republiky. Po přerozdělení volných míst mezinárodní federace FIS byla nominována na Zimní olympijské hry 2018 v Pchjongčchangu a v 17 letech se stala nejmladší členkou české výpravy. Krátce před olympiádou se zúčastnila ještě juniorského mistrovství světa ve švýcarském Gomsu, kde skončila čtvrtá a pátá. Na olympiádě startovala ve třech závodech.
V sezóně 2018/19 ji trénoval Martin Koukal, kouč juniorských reprezentací. Předsezónní přípravu jí zkomplikoval zánět šlach u nohy, také se potýkala s nezdravým hubnutím. Tím ztratila možnost startu ve Světovém poháru dospělých. S podporou rodiny však problémy překonala a jako první česká reprezentantka ovládla juniorský OPA Cup (Evropský pohár), v němž nastoupila do 12 závodů a osm z nich vyhrála, pouze dvakrát chyběla na stupních vítězů. Vrchol sezony jí ale podle představ nevyšel – na juniorském mistrovství světa v Lahti, kde panovaly silné mrazy, doběhla ve dvou individuálních závodech dvanáctá a dvacátá.
Před sezónou 2019/20 opět změnila osobního trenéra - vrátila se ke svému otci. Prvním vrcholem sezóny pro ni byly dva premiérové závody Světového poháru v Novém Městě na Moravě. Vinou zdravotních potíží obsadila místa až v šesté desítce, z čehož byla zklamaná. Na mistrovství světa juniorů 2020 v Oberwiesenthalu nejprve zajela na 7. místě v závodě na 5 kilometrů klasicky, ale v následujícím závodě na 15 km volnou technikou s hromadným startem se potýkala s bolestí holení a nártů a dojela až dvacátá devátá, což označila za strašný výsledek.
V květnu 2020 byla zařazena do reprezentace dospělých. V sezóně 2020/21 kvůli zdravotním problémům vůbec nezávodila. V přípravném období se nadále se potýkala s bolestí holení a navíc se silnou únavou, záněty, prodělala covid-19 a do pozvolného tréninku se mohla zapojit až v listopadu, dva týdny před začátkem Světového poháru. Oficiálně v sezóně zůstala členkou reprezentace, trenér Jan Franc jí však připravil individuální plán.
V soutěžním závodě startovala po téměř dvouleté pauze v lednu 2022 na Českém poháru dospělých v běhu na lyžích 83. ročníku Zlaté lyže Českomoravské vrchoviny v Novém Městě na Moravě, kde obsadila 12. místo ve sprintu a 6. místo na 5 km volně. Do konce sezóny startovala ještě v závodech Českého poháru na Božím Daru a v Horních Mísečkách.
V sezóně 2022/23 byla členkou reprezentačního B–týmu pod vedením Aleše Lejska, startovala v závodech Alpen Cupu, kde dosáhla několika umístění ve třetí desítce. V závěru sezóny byla dodatečně nominována na Mistrovství světa v klasickém lyžování 2023 v Planici a stala se finišmankou české štafety, kterou dovezla do cíle na devátém místě. V srpnu 2023 na svém instagramovém účtu zveřejnila zpověď o svých potížích s příjmem potravy, protože by svým příběhem ráda inspirovala i jiné sportovkyně, sama za nejdůležitější považuje zdraví a plnohodnotný život.
V B-týmu reprezentace pokračovala i v sezóně 2023/24. V závodech Alpen Cupu pravidelně bodovala a jejím nejlepším umístěním bylo třetí místo v Jakuszycích v závodu na 20 km klasicky s hromadným startem. Na základě těchto výsledků jí trenér Jan Franc nominoval na závody Světového poháru v Lahti. Startovala ve sprintu dvojic (s Barborou Antošovou) a v běhu na 20 km klasicky, kde dojela na bodovaném 36. místě. Další dva starty si připsala v samotném závěru Světového poháru ve Falunu.

## Výsledky

### Výsledky ve Světovém poháru
| Sezóna  | Věk | Sezónní výsledky | Sezónní výsledky | Sezónní výsledky | Sezónní výsledky | Sezónní výsledky | Výsledky na Ski Tour | Výsledky na Ski Tour |
| Sezóna  | Věk | Počet startů     | Celkově          | Distance         | Sprinty          | U23              | Nordic Opening       | Tour de Ski          |
| ------- | --- | ---------------- | ---------------- | ---------------- | ---------------- | ---------------- | -------------------- | -------------------- |
| 2019/20 | 19  | 2                | —                | —                | —                | —                | —                    | —                    |
| 2023/24 | 23  | 3                | 140.             | 113.             | —                | —                | —                    | —                    |

### Výsledky na OH
| Rok  | Věk | 10 km | 15 km skiatlon | 30 km hromadný start | sprint | 4 × 5 km štafeta | sprint dvojic |
| ---- | --- | ----- | -------------- | -------------------- | ------ | ---------------- | ------------- |
| 2018 | 17  | 59.   | 43.            | —                    | —      | 11.              | —             |

### Výsledky na MS
| Rok  | Věk | 10 km | 15 km skiatlon | 30 km hromadný start | sprint | 4 × 5 km štafeta | sprint dvojic |
| ---- | --- | ----- | -------------- | -------------------- | ------ | ---------------- | ------------- |
| 2017 | 16  | —     | —              | —                    | —      | 11.              | —             |
| 2023 | 22  | —     | —              | —                    | —      | 9.               | —             |
| 2025 | 24  | 28.   | 45.            | 27.                  | —      | 8.               | —             |